# Michael McKinnell

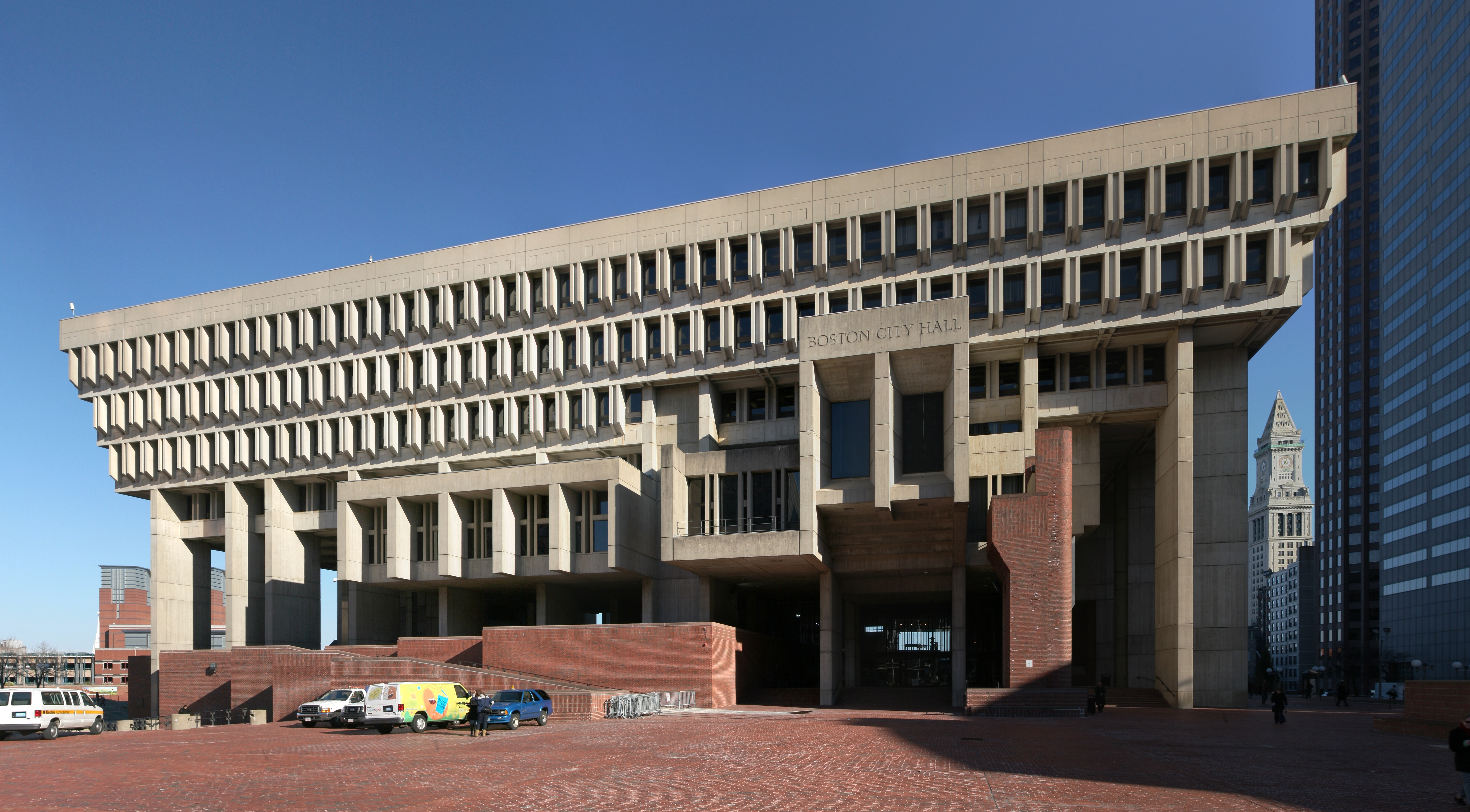
Boston City Hall (Foto: 2010)

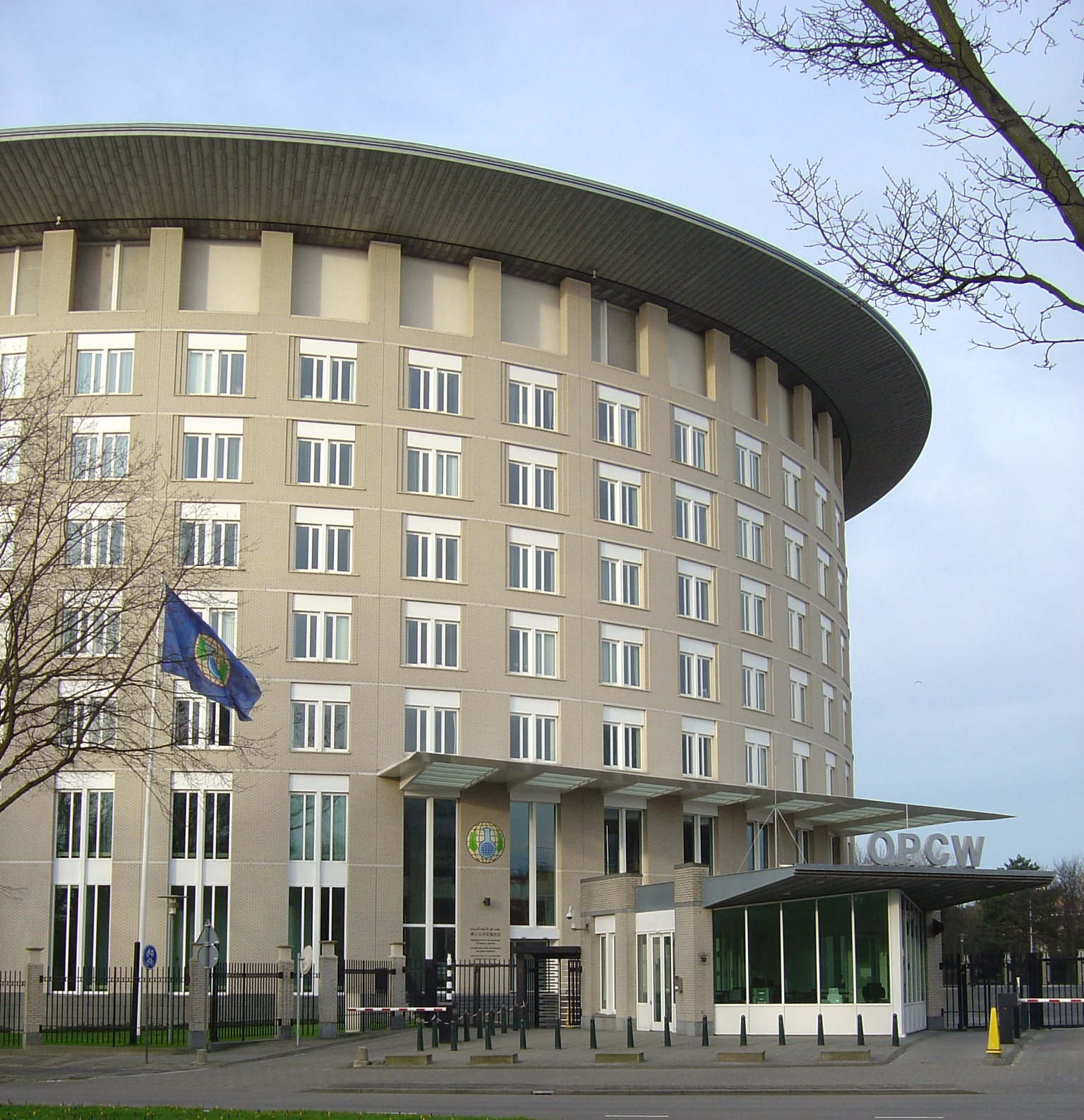
Organisation für das Verbot chemischer Waffen, Den Haag (Foto: 2007)

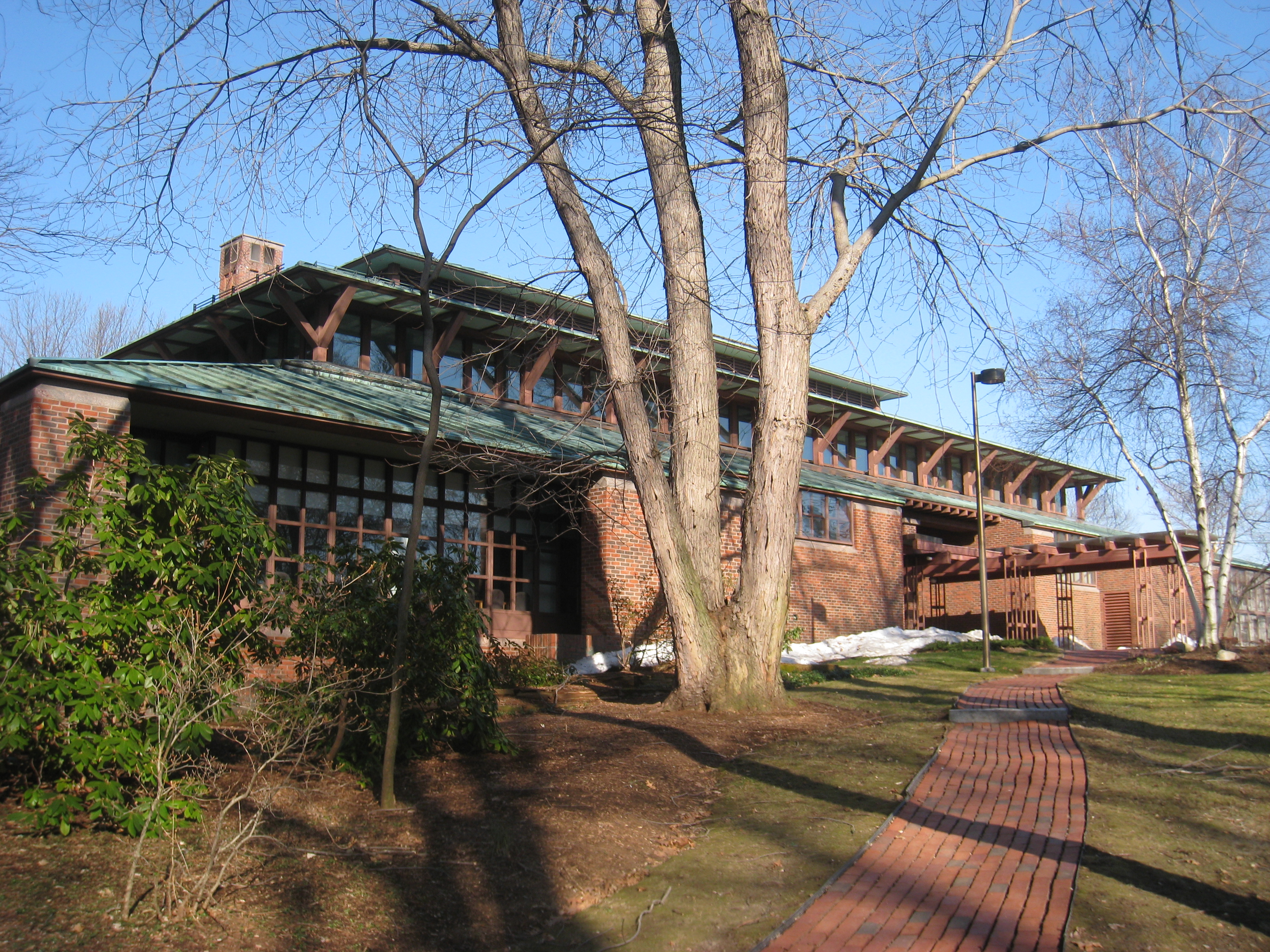
American Academy of Arts and Sciences, Cambridge, Massachusetts (Foto: 2009)

Noel Michael McKinnell (* 25. Dezember 1935 in Salford, Greater Manchester, England; † 27. März 2020 in Beverly, Massachusetts, Vereinigte Staaten) war ein britisch-US-amerikanischer Architekt.

## Leben
McKinnell studierte Architektur an der University of Manchester und mit einem Fulbright-Stipendium an der Columbia University in New York City. Ab 1960 arbeitete er mit seinem ehemaligen Professor Gerhard Kallmann zusammen. Beide konnten sich bei einer öffentlichen Ausschreibung zum Design der neuen Boston City Hall gegen namhafte Architekten durchsetzen. Das Gebäude wurde 1968 erbaut. Kurz nach dem Gewinn zogen sie 1962 nach Boston, wo sie das Architekturbüro Kallmann, McKinnell & Knowles gründeten. Später wurde das Büro in Kallmann, McKinnell & Wood umbenannt. Sie entwarfen komplette Campuse für die University of California, vereinzelte Gebäude der Ohio State University und der Brandeis University. Das Hauptquartier der Organisation für das Verbot chemischer Waffen in Den Haag wurde genauso nach ihrem Entwurf gebaut wie die US-Botschaft in Bangkok und die Gebäude der American Academy of Arts and Sciences.
Zudem war er Professor am Massachusetts Institute of Technology und über 25 Jahre an der Harvard Graduate School of Design tätig. McKinnell war Mitglied des American Institute of Architects (AIA), der American Academy of Arts and Sciences und Royal Institute of British Architects.
Er starb im März 2020 im Alter von 84 Jahren während der COVID-19-Pandemie in Beverly, Massachusetts an den Folgen einer SARS-CoV-2-Infektion.